# 克罗皮亚
克罗皮亚（希臘語：Κρωπία）是希腊阿提卡大區东阿提卡专区的市镇，行政中心为科罗皮镇。市镇面积为102.0平方公里，2021年人口数量为30,817人。
奥林匹克航空的总部注册于此市镇。